# Krzywanice (województwo łódzkie)
Krzywanice – wieś w Polsce położona w województwie łódzkim, w powiecie radomszczańskim, w gminie Lgota Wielka.
W latach 1975–1998 miejscowość administracyjnie należała do województwa piotrkowskiego. 
Na terenie wsi znajdują się m.in.:
- kościół (podlegający pod plebanię Wiewiecką),
- remiza strażacka Ochotniczej Straży Pożarnej, Krzywanice 70a
- sklep
- blok
- 2 przystanki
- plac zabaw, siłownia, boisko
- ferma kur

Wieś posiada również klub piłkarski Piast Krzywanice grający w Klasie A, grupa: Piotrków Trybunalski II.
Graniczy z wsiami Wiewcem, Kodraniem, Kątami, Wiewiórowem, Kolonią Lgocką. 
Wieś składa się z kilku przysiółków: Podwiewiec, Pieńki Krzywańskie, Budki, Centrum.
| SIMC    | Nazwa              | Rodzaj    |
| ------- | ------------------ | --------- |
| 0544310 | Otocze             | część wsi |
| 0544326 | Pieńki Krzywańskie | część wsi |

## Urodzeni
- Tomasz Kuśmierek (ur. 30 sierpnia 1892, zm. wiosną 1940 w Katyniu) – major artylerii Wojska Polskiego, ofiara zbrodni katyńskiej.